# Liste der Kulturgüter in Seeberg BE
Die Liste der Kulturgüter in Seeberg BE enthält alle Objekte in der Gemeinde Seeberg im Kanton Bern, die gemäss der Haager Konvention zum Schutz von Kulturgut bei bewaffneten Konflikten, dem Bundesgesetz vom 20. Juni 2014 über den Schutz der Kulturgüter bei bewaffneten Konflikten sowie der Verordnung vom 29. Oktober 2014 über den Schutz der Kulturgüter bei bewaffneten Konflikten unter Schutz stehen.
Objekte der Kategorien A und B sind vollständig in der Liste enthalten, Objekte der Kategorie C fehlen zurzeit (Stand: 12. April 2024). Unter übrige Baudenkmäler sind geschützte Objekte zu finden, die im Bauinventar des Kantons Bern als «schützenswert» verzeichnet sind.

## Kulturgüter
| Foto |                                                                                             | Objekt                                                           | Kat. | Typ | Standort                          | Beschreibung |
| ---- | ------------------------------------------------------------------------------------------- | ---------------------------------------------------------------- | ---- | --- | --------------------------------- | --- |
| ja   | Datei hochladen · Wikidata zu Wohnhaus und Atelier Amiet mit Garage (Q110981119)            | Wohnhaus und Atelier Amiet mit Garage KGS-Nr.: 16768             | A    | G   | Dörfli 12, 13 620754 / 221149     | Lebens- und Wirkungsort von Cuno Amiet |
| BW   | Datei hochladen · Wikidata zu Fürsteiner, mittelsteinzeitliche Freilandsiedlung (Q29675024) | Fürsteiner, mittelsteinzeitliche Freilandsiedlung KGS-Nr.: 01213 | B    | F   | Seemoos 616770 / 223940           | Am einstigen Ufer des Burgäschisees gelegene Fundstelle einer rund 10'000 Jahre alten Freilandstation mit Silex-Artefakten aus der Alt- und Mittelsteinzeit und einem für das schweizerische Mittelland seltenen Gerätebestand. |
| ja   | Datei hochladen · Wikidata zu Reformierte Kirche mit Pfarrhaus (Q29675038)                  | Reformierte Kirche mit Pfarrhaus KGS-Nr.: 01214                  | B    | G   | Bergstrasse 6, 11 617552 / 223122 | Das 1516 erbaute Kirchengebäude (anstelle eines 1076 erstmals erwähnten Vorgängerbaus) ist eine markante spätgotische Landkirche unter steilem Satteldach mit Zeltdach-Schluss über dem polygonalen Chor. Der dreigeschossige Glockenturm steht mit seinem leicht geschweiften Käsbissen quer zum First des saalförmigen Kirchenschiffs. In der Nachbarschaft steht das 1781 erbaute Pfarrhaus, ein wohlproportionierter Putzbau mit Haustein-Gliederung unter geknicktem Vollwalmdach. |

## Übrige Baudenkmäler
Hinweis: Anstelle der KGS-Nummer wird als Objekt-Identifikator (ID) die Grundstücksnummer verwendet.
| ID   | Foto |                 | Objekt                                         | Typ | Standort                                   | Beschreibung |
| ---- | ---- | --------------- | ---------------------------------------------- | --- | ------------------------------------------ | ------------ |
| 46   | BW   | Datei hochladen | Gasthof zum Rössli (um 1800)                   | G   | Hermiswil, Hauptstrasse 87 619571 / 222598 |              |
| 51   | BW   | Datei hochladen | Stöckli (1836)                                 | G   | Hermiswil, Gasse 11 619698 / 222509        |              |
| 51   | BW   | Datei hochladen | Doppelbauernhaus (1850)                        | G   | Hermiswil, Gasse 13 619727 / 222526        |              |
| 52   | BW   | Datei hochladen | Ehemaliges Schulhaus (1830)                    | G   | Blumenweg 3 619566 / 221860                |              |
| 89   | BW   | Datei hochladen | Sigristenhaus (1925)                           | G   | Bergstrasse 10 617560 / 223060             |              |
| 288  | BW   | Datei hochladen | Ehemaliges Kleinbauernhaus Glungge (1729)      | G   | Kastenhüsliweg 2 619017 / 220637           |              |
| 289  | BW   | Datei hochladen | Wohnstock (1813)                               | G   | Oschwandstrasse 7 619679 / 221224          |              |
| 299  | BW   | Datei hochladen | Hintere Mühle (um 1810)                        | G   | Mutzbachweg 2a 619985 / 220738             |              |
| 413  | BW   | Datei hochladen | Ehemaliger Speicher mit Ofenhaus (1752)        | G   | Juchten 37 621219 / 218941                 |              |
| 435  | BW   | Datei hochladen | Gasthof Engel (1727)                           | G   | Hauptstrasse 57 619592 / 221284            |              |
| 485  | ja   | Datei hochladen | Speicher (1. Hälfte 17. Jh.)                   | G   | Kirchgasse 8a 617248 / 222745              |              |
| 495  | BW   | Datei hochladen | Wohnhaus mit ehemaligem Postbüro (1904)        | G   | Unterdorfstrasse 55 617323 / 221675        |              |
| 537  | BW   | Datei hochladen | Mühlespeicher (1727)                           | G   | Oschwandstrasse 26a 619896 / 220975        |              |
| 566  | BW   | Datei hochladen | Mühlestöckli mit Speicher (1784)               | G   | Oschwandstrasse 22a 619866 / 221005        |              |
| 567  | BW   | Datei hochladen | Bauernhaus (1862)                              | G   | Oschwandstrasse 25 619905 / 221009         |              |
| 581  | ja   | Datei hochladen | Speicher (1746)                                | G   | Dorfstrasse 2a 616877 / 222792             |              |
| 581  | BW   | Datei hochladen | Speicher (1624)                                | G   | Dorfstrasse 2f 616869 / 222716             |              |
| 597  | BW   | Datei hochladen | Bruni-Hüsli (1756)                             | G   | Leinackerstrasse 3 617533 / 222721         |              |
| 674  | BW   | Datei hochladen | Speicher (1719)                                | G   | Bittwilstrasse 15b 616914 / 220742         |              |
| 675  | BW   | Datei hochladen | Ehemaliger Landvogteistock (1757)              | G   | Bittwilstrasse 16 616847 / 220758          |              |
| 690  | BW   | Datei hochladen | Bauernhaus (1888)                              | G   | Lochhof 5 620725 / 220580                  |              |
| 690  | BW   | Datei hochladen | Speicher (1764)                                | G   | Lochhof 5a 620750 / 220569                 |              |
| 779  | BW   | Datei hochladen | Ehemaliges Spritzenhaus (1787)                 | G   | Feldstrasse 1b 617241 / 221648             |              |
| 846  | BW   | Datei hochladen | Ehemaliges Bauernhaus (Ende 18. Jh.)           | G   | Regenhaldenstrasse 41, 41a 618419 / 222378 |              |
| 861  | BW   | Datei hochladen | Stöckli mit ehemaliger Schmiede (um 1800)      | G   | Oschwandstrasse 8 619674 / 221188          |              |
| 861  | BW   | Datei hochladen | Speicher (1723)                                | G   | Oschwandstrasse 10a 619645 / 221169        |              |
| 906  | BW   | Datei hochladen | Bauernhaus (um 1750)                           | G   | Bernstrasse 9 616895 / 222817              |              |
| 925  | BW   | Datei hochladen | Stöckli (1835)                                 | G   | Krautgasse 3 617456 / 221364               |              |
| 953  | BW   | Datei hochladen | Bauernhaus (1. Hälfte 18. Jh.)                 | G   | Zelg 18 620831 / 219289                    |              |
| 1037 | BW   | Datei hochladen | Ehemaliges Bauernhaus (1700)                   | G   | Unterdorfstrasse 1 617599 / 222016         |              |
| 1071 | BW   | Datei hochladen | Gasthof Schlüsseli (1760)                      | G   | Bernstrasse 4 616931 / 222935              |              |
| 1088 | BW   | Datei hochladen | Ehemaliger Speicher (Mitte 18. Jh.)            | G   | Juchten 34b 621268 / 219236                |              |
| 1116 | BW   | Datei hochladen | Ehemaliges Künstlerwohnhaus mit Atelier (1910) | G   | Dörfli 12 620751 / 221143                  |              |
| 1116 | BW   | Datei hochladen | Bauernhaus (1826)                              | G   | Dörfli 13 620773 / 221137                  |              |
| 1171 | BW   | Datei hochladen | Speicher (um 1700)                             | G   | Feldstrasse 3a 617261 / 221603             |              |
| 1189 | BW   | Datei hochladen | Ehemaliges Stöckli (1801)                      | G   | Oschwandstrasse 1 619646 / 221275          |              |
| 1201 | BW   | Datei hochladen | Speicher (1730)                                | G   | Hauptstrasse 58a 619681 / 221294           |              |
| 1201 | BW   | Datei hochladen | Stöckli (1794)                                 | G   | Oschwandstrasse 11 619713 / 221168         |              |
| 1214 | BW   | Datei hochladen | Speicher (wohl 17.Jh.)                         | G   | Bittwilstrasse 11b 617115 / 220791         |              |
| 1258 | BW   | Datei hochladen | Mühlestock (1811)                              | G   | Oschwandstrasse 32 620029 / 220941         |              |
| 1258 | BW   | Datei hochladen | Ehemaliges Bauernhaus Mülihof (1734)           | G   | Oschwandstrasse 30 620038 / 220899         |              |
| 1274 | BW   | Datei hochladen | Speicher (1. Hälfte 17. Jh.)                   | G   | Dorfstrasse 39a 617345 / 222662            |              |
| 1330 | BW   | Datei hochladen | Ehemaliges Bauernhaus (1758)                   | G   | Sunnhalde 6 618297 / 222462                |              |
| 1431 | BW   | Datei hochladen | Bauernhaus (1821)                              | G   | Oschwandstrasse 5 619682 / 221253          |              |
| 1503 | BW   | Datei hochladen | Bauernhaus (Mitte 18. Jh.)                     | G   | Eggen 9 617832 / 221887                    |              |